# Voynich-manuskriptet
Voynich-manuskriptet er en mystisk bog, der menes at være skrevet mellem det 15. og 16. århundrede. Den består af ca. 240 pergamentssider (velin) med håndskrevet tekst. De flest af siderne er desuden illustrerede. Teksten er aldrig blevet afkodet, og forfatteren, skrifttypen og sproget er ukendt.
Voinich-manuskriptet er blevet studeret af mange professionelle og amatør-kryptografer, inklusiv nogle af de mest fremtrædende amerikanske og britiske kodebrydere fra anden verdenskrig. Imidlertid har man ikke været i stand til at bryde ét eneste tegn i teksten, og det betyder, at manuskriptet er blevet et berømt emne indenfor kryptologien. Derudover har det betydet, at der er opstået en myriade af forskellige hypoteser om bogens indhold. Stephen Bax på University of Bedfordshire (Applied Linguistics) mente i 2014 at have fundet en metode til at afkode Voynich-manuskriptet.
Bogen er opkaldt efter den polsk-litauiske-amerikanske boghandler Wilfrid M. Voynich, som fik fat i den i 1912. I øjeblikket er Voinich-manuskriptet opbevaret i "The Beinecke Rare Book and Manuscript Library" på Yale University under kode "MS 408". Den første faksimileudgave blev publiceret i 2005.

## Historie
Manuskriptets historie er stadig fuld af huller, især den tidligste del. Idet manuskriptets alfabet ikke ligner noget kendt skrifttype, og teksten stadig er udechifreret, er de eneste brugbare indicier for bogens alder og oprindelse de mange illustrationer – især de menneskelige figurers tøj og frisure, og et par slotte, der ses i diagrammerne. De er typisk europæiske, og heraf slutter de fleste eksperter, at bogen stammer fra perioden mellem 1450 og 1520. Dette skøn er understøttet af andre sekundære spor. I 2009 analyserede man med kulstof 14-metoden det materiale, der var blevet brugt til at skrive manuskriptet. Analysen viste, at materialet var fra perioden mellem 1404 og 1438. Dertil har forskningsinstituttet McCrone Research Institute i Chicago fastslået at meget af blækket er tilføjet kort efter, hvilket bekræfter at manuskriptet er et autentisk dokument fra middelalderen.
Den tidligst bekræftede ejer af Voynich-manuskriptet var Georg Baresch, en obskur alkymist, som boede i Prag i det tidlige 17. århundrede. Baresch var tilsyneladende lige så forundret som vi er i dag over dette manuskript, som havde "fyldt unødig i hans bibliotek" i mange år. Da han hørte, at Athanasius Kircher, en jesuit uddannet ved Collegio Romano, havde udgivet en koptisk-etiopisk ordbog og "tydet" de egyptiske hieroglyffer, sendte Baresch to gange en kopi af manuskriptet til Kircher i Rom og spurgte efter spor. Bareschs brev til Kircher fra 1639, som for nylig blev lokaliseret af Rene Zandbergen, er indtil videre den tidligste omtale af manuskriptet.
Det vides ikke om Kircher svarede på forespørgslen, man han var åbenbart interesseret nok til at prøve at få fat i bogen, som Baresch åbenbart ikke ville afgive. Da Baresch døde, blev manuskriptet givet videre til hans ven Jan Marek Marci (Johannes Marcus Marci), rektor ved Karlsuniversitetet i Prag, som sendte bogen til Kircher få år efter. Kircher var Marcis ven og penneven igennem lang tid. Marcis medfølgende brev (1665 eller 1666) er stadig fastgjort til manuskriptet.
Der er ingen optegnelser over bogen i de næste 200 år, men det blev efter al sandsynlighed opbevaret sammen med resten af Kirchers korrespondance, i Collegio Romanos (nu Pontificia Università Gregoriana) bibliotek. Dér blev det sandsynligvis indtil Victor Emmanuel II af Italiens tropper erobrede byen i 1870 og annekterede Pavestaten. Den nye italienske regering besluttede at konfiskere mange af kirkens ejendomme, inklusive biblioteket på Collegio Romano. Ifølge undersøgelser foretaget af Xavier Ceccaldi og andre blev mange bøger umiddelbart inden konfiskeringen overført til private biblioteker som var undtaget konfiskeringen. Kirchers korrespondance var blandt de bøger — og det var Voynich-manuskriptet tilsyneladende også, idet det stadig bærer Petrus Beckxs mærke. Han var på det tidspunkt overhoved for Jesuitterordenen og rektor for universitet.
Beckxs "private" bibliotek blev flyttet til Villa Mondragone, Frascati, et stort landsted tæt på Rom, som var Jesuiterordenen havde erhvervet i 1866 og som husede Jesuitternes hovedkvarter – Ghislieri College.
Omkring 1912 havde Collegio Romano tilsyneladende økonomiske problemer, og de besluttede, meget diskret, at sælge nogen af deres bøger. Wilfrid Voynich erhvervede sig 30 manuskripter, deriblandt det der nu bærer hans navn. I 1930, efter hans død, arvede hans enke – Ethel Lilian Voynich (kendt som forfatteren til The Gadfly og datter af den kendte matematiker George Boole) manuskriptet. Hun døde i 1960 og efterlod det til sin nære ven, Anne Nill. I 1961 solgte Anne Nill manuskriptet til en anden antikvar, Hans P. Kraus. Kraus kunne ikke finde en køber og donerede derfor manuskriptet til Yale University i 1969.

## Beskrivelse

### Illustrationer
Manuskriptets illustrationer kaster ikke umiddelbart noget lys over hvad det indeholder, men giver en antydning af at det er opdelt i seks sektioner med forskellige stilarter og emneområder. Udover den sidste sektion, der kun indeholder tekst, er der illustrationer på næsten alle sider. Det følgende er sektionerne og deres konventionelle navne:
- Botanik eller urter. I denne sektion har hver side et billede af en, indimellem to, planter og et par afsnit med tekst. Dette format er typisk for andre Europæiske botanik-/urtebøger fra samtiden. Dele af disse tegninger er større og renere kopier af skitser der findes i den farmakologiske sektion. Ingen af de afbildede planter er blevet identificeret med sikkerhed.
- Astronomi. Denne sektion drejer sig tilsyneladende om astronomi eller astrologi, og indeholder en række zodiak-lignende diagrammer.
- Biologi. Denne sektion indeholder en tæt løbende tekst fyldt med tal. Illustrationerne er for det meste små nøgne kvinder, nogle iført kroner, der enten bader i bassiner eller holder krukker, som er forbundet i et omfattende netværk af rør, hvor nogle af tegningerne minder meget om kroppens organer.
- Kosmologi. En sektion fyldt med cirkulære diagrammer. Seks sider minder om et kort over øer forbundet med dæmninger.
- Farmakologi. Indeholder mange mærkelige tegninger af isolerede plantedele, samt objekter der ligner apotekerkrukker.
- "Opskrifter". Et uillustreret kapitel, angiveligt med en slags opskrifter med mange små stjerneagtige ikoner ved siden af teksten.

### Svindelnummer?
Voynich-manuskriptets teksts bizarre egenskaber (såsom dobbelte og tredobbelte ord) og dets illustrationers mystiske indhold har givet årsag til spekulationer om at manuskriptet er et svindelnummer. Nogle mener at bogen kan tilskrives en velkendt svindler fra 1500-tallet, Edward Kelley, som skulle have fremstillet den for at opnå kongelig gunst. Dette er imidlertid helt udelukket i dag, da en nyere kulstof-14 analyse viser, at blækket er fremstillet i begyndelsen af 1400-tallet og påført pergamentet umiddelbart efter. Dette bekræfter, at manuskriptet er et autentisk dokument fra slutningen af middelalderen. Et videnskabeligt studie, offentliggjort i tidsskriftet PLOS One (Public Library of Science) den 21. juni, 2013, viser, at teksten rent faktisk indeholder et budskab. Konklusionen af denne undersøgelse er, at man kan ikke bare afvise manuskriptet som meningsløs volapyk. Forskerne bag dette studie mener, at bogen har en tydelig sproglig struktur. Voynich-manuskriptet fremstår med en kompleks organisering i fordelingen af ord, der er kompatibel med dem, der findes i rigtige sprogsekvenser. Forskerne er også i stand til at udtrække nogle af de mest betydningsfulde semantiske sammenhæng af ord i teksten. Disse resultater er, sammen med nogle tidligere kendte statistiske funktioner i manuskriptet, med til at underbygge tilstedeværelsen af et ægte budskab i bogen.

### Bøger
- M. E. D'Imperio, The Voynich Manuscript: An Elegant Enigma. National Security Agency/Central Security Service (1978) ISBN 0-89412-038-7.
- Robert S. Brumbaugh, The Most Mysterious Manuscript: The Voynich 'Roger Bacon' Cipher Manuscript (1978).
- Leo Levitov, Solution of the Voynich Manuscript: A liturgical Manual for the Endura Rite of the Cathari Heresy, the Cult of Isis (1987).
- John Stojko, Letters to God's Eye (1978) ISBN 0-533-04181-3.
- Mario M. Perez-Ruiz, El Manuscrito Voynich (2003).
- Genny Kennedy, Rob Churchill, Voynich Manuscript (2004) ISBN 0-7528-5996-X.